# 吕西勒博卡日
吕西勒博卡日（法語：Lucy-le-Bocage，法語發音：[lysi lə bɔkaʒ]）是法国上法蘭西大區埃纳省的一个市镇，位于该省南部，属于蒂耶里堡区。

## 地理
吕西勒博卡日（49°3'25"N, 3°16'43"E）面积7.75 平方千米，位于法国上法蘭西大區埃纳省，该省份为法国北部内陆省份，北起北部省，西接索姆省和瓦兹省，东临阿登省和马恩省，西南至塞纳-马恩省，东北部与比利时接壤。
与吕西勒博卡日接壤的市镇（或旧市镇、城区）包括：贝洛、布雷什、比西亚尔、库普吕、马恩河畔埃索姆、奥尔苏瓦地区马里尼、瓦卢瓦地区托尔西。

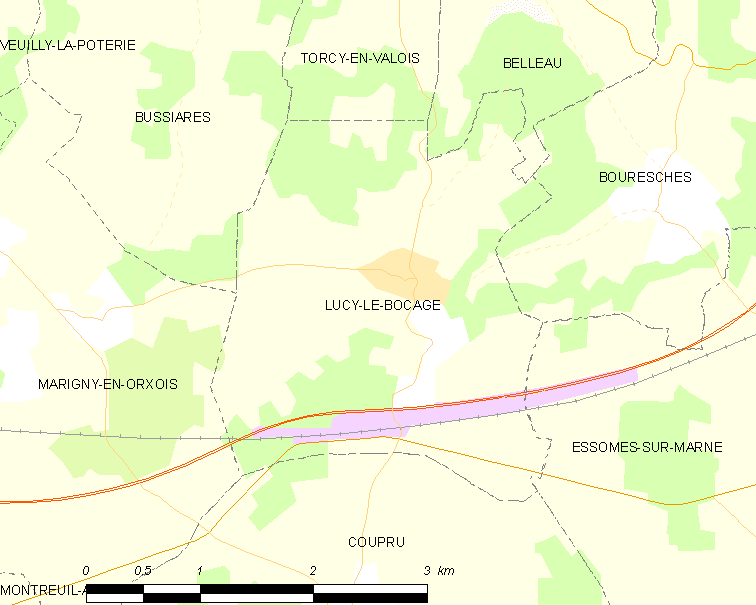
吕西勒博卡日的OSM定位图

吕西勒博卡日的时区为UTC+01:00、UTC+02:00（夏令时）。

## 行政
吕西勒博卡日的邮政编码为02400，INSEE市镇编码为02443。

## 政治
吕西勒博卡日所属的省级选区为马恩河畔埃索姆县。

## 人口

1962-2008年间吕西勒博卡日人口变化图示

吕西勒博卡日于2022年1月1日时的人口数量为212人。